# Lijst van voetbalinterlands Sao Tomé en Principe - Togo
Deze lijst van voetbalinterlands is een overzicht van alle officiële voetbalwedstrijden tussen de nationale teams van Sao Tomé en Principe en Togo. De Afrikaanse landen speelden tot op heden twee keer tegen elkaar. De eerste wedstrijd was een kwalificatieduel voor de Afrika Cup 2000 op 2 augustus 1998 in Libreville (Gabon). Het laatste onderlinge duel, de returnwedstrijd in dezelfde kwalificatiereeks, werd gespeeld in Lomé op 18 augustus 1998.

## Wedstrijden
| № | Plaats     | Datum            | Competitie                   | Wedstrijd                   | Uitslag |
| - | ---------- | ---------------- | ---------------------------- | --------------------------- | ------- |
| 1 | Libreville | 2 augustus 1998  | Afrika Cup 2000 kwalificatie | Sao Tomé en Principe − Togo | 0 − 4   |
| 2 | Lomé       | 18 augustus 1998 | Afrika Cup 2000 kwalificatie | Togo − Sao Tomé en Principe | 2 − 0   |

## Samenvatting
| Competitie              | Totaal gespeeld | Winst Sao Tomé en Principe | Gelijk | Winst Togo | Doelsaldo Sao Tomé en Principe – Togo |
| ----------------------- | --------------- | -------------------------- | ------ | ---------- | ------------------------------------- |
| Afrika Cup-kwalificatie | 2               | 0                          | 0      | 2          | 0 − 6                                 |
| Totaal                  | 2               | 0                          | 0      | 2          | 0 − 6                                 |

FSF · 
Santomees vrouwenelftal
Interlands
Tegenstander:
Angola ·
Benin ·
Centraal-Afrikaanse Republiek ·
Congo-Brazzaville ·
Equatoriaal-Guinea ·
Ethiopië ·
Gabon ·
Ghana ·
Guinee-Bissau ·
Kaapverdië ·
Kameroen ·
Lesotho ·
Liberia ·
Libië ·
Madagaskar ·
Malawi ·
Marokko ·
Mauritius ·
Namibië ·
Nigeria ·
Oeganda ·
Sierra Leone ·
Soedan ·
Togo ·
Tsjaad ·
Tunesië ·
Zuid-Afrika ·
Zuid-Soedan
FTF · Selecties · Togolees vrouwenelftal
1950 – 1959 · 
1960 – 1969 · 
1970 – 1979 · 
1980 – 1989 · 
1990 – 1999 · 
2000 – 2009 · 
2010 – 2019 ·
2020 − 2029
WK 2006
Algerije ·
Angola ·
Bahrein ·
Benin ·
Botswana ·
Bukina Faso ·
Centraal-Afrikaanse Republiek ·
Chili ·
Comoren ·
Congo-Bazzaville ·
Congo-Kinshasa ·
Denemarken ·
Djibouti ·
Egypte ·
Equatoriaal-Guinea ·
Ethiopië ·
Frankrijk ·
Gabon ·
Gambia ·
Ghana ·
Guinee ·
Guinee-Bissau ·
Iran ·
Ivoorkust ·
Japan ·
Kaapverdië ·
Kameroen ·
Kenia ·
Lesotho ·
Liberia ·
Libië ·
Liechtenstein ·
Luxemburg ·
Madagaskar ·
Malawi ·
Mali ·
Marokko ·
Mauritanië ·
Mauritius ·
Mozambique ·
Namibië ·
Niger ·
Nigeria ·
Oeganda ·
Oman ·
Paraguay ·
Rwanda ·
Sao Tomé en Principe ·
Saoedi-Arabië ·
Senegal ·
Sierra Leone ·
Soedan ·
Swaziland ·
Tsjaad ·
Tunesië ·
Verenigde Arabische Emiraten ·
Zambia ·
Zimbabwe ·
Zuid-Korea ·
Zuid-Soedan ·
Zwitserland
Frankrijk (2006) · 
Zuid-Korea (2006) · 
Zwitserland (2006)